# The Gospel According To The Meninblack
The Gospel According To The Meninblack é o quinto álbum da banda britânica The Stranglers, lançado em 1981.
O álbum trata de teorias da conspiração sobre as visitas de OVNIs na Terra, uma organização não governamental chamada Men in Black ( que na cultura popular, são agentes do governo que tentam esconder avistamentos de OVNIs eliminando testemunhas ), e a narração destes segundo os padrões bíblicos. Não é a primeira vez que a banda lida com este assunto: ele já havia feito na canção Meninblack do disco anterior (The Raven) e no single Who Wants The World ?.
Do ponto de vista musical , o álbum é progressivo , macabro e abstrato, com batidas lentas e sintetizadores, enquanto as letras são escuras e elaboradas. Alguns consideram este álbum como um dos primeiros do Rock gótico.
Hugh Cornwell , ex-vocalista e compositor da banda , disse que é o seu disco favorito dos Stranglers .

## Lista de faixas
Lado A
1. "Waltzinblack"               3:38
2. "Just Like Nothing On Earth" 3:55
3. "Second Coming"              4:22
4. "Waiting for the Meninblack" 3:44
5. "Turn the Centuries, Turn"   4:35

Lado B
1. "Two Sunspots"               2:32
2. "Four Horsemen"              3:40
3. "Thrown Away" 3:30
4. "Manna Machine"              3:17
5. "Hallow to Our Men"          7:26

## Faixas bônus da reedição de 2001
1. "Top Secret"                 3:27
2. "Maninwhite"                 4:27
3. "Tomorrow Was Hereafter"     4:01